# Etichetta proteica
In biologia molecolare una etichetta proteica, a volte anche chiamata in inglese tag , è una breve sequenza di aminoacidi o anche di acidi nucleici. Riferendosi alle proteine il termine si riferisce a pezzi di proteine aggiunte tramite ingegneria genetica sulla proteina di interesse. Quando si tratta di acido nucleico il termine si riferisce a brevi sequenze rappresentative di un gene o mRNA.

## Etichette di proteine

### Etichette di affinità
Sono le etichette aggiunte ad una parte della proteina e utilizzate per la loro purificazione proteica in cromatografia di affinità .
Esempi:
- Etichetta polistidina, pentaHis (5 istidine) o esaHis (6 istidine)
- Proteina lega maltosio (PLM)
- Proteina A
- Peptide lega streptavidina (PLS)
- Proteine lega calmodulina (PLC), come la Proteina Gap-43 (presinaptica), Neurogranina (postsinaptica), Caldesmone
- Dominio lega chitina (DLC)

### Etichette di solubilizzazione
Sono etichette che migliorano la solubilità di alcune proteine ricombinanti.
- Tioredossina
- Proteina lega maltosio (PLM)
- Poli(NANP)
- Glutatione-S-transferasi (GST)

### Etichette fluorescenti
Sono etichette utilizzate per permettere la visualizzazione in vivo o in vitro di proteine.
- Proteina fluorescente verde (PFV) anche conosciuta come Green fluorescent protein (GFP)
- DsRed
- Proteina fluorescente ciano (PFC)
- Proteina fluorescente gialla (PFG)